# Pettegolezzo
Con il termine pettegolezzo s'intende una serie di chiacchiere ritenute inopportune o indiscrete nei confronti di altre persone.

## Antropologia culturale

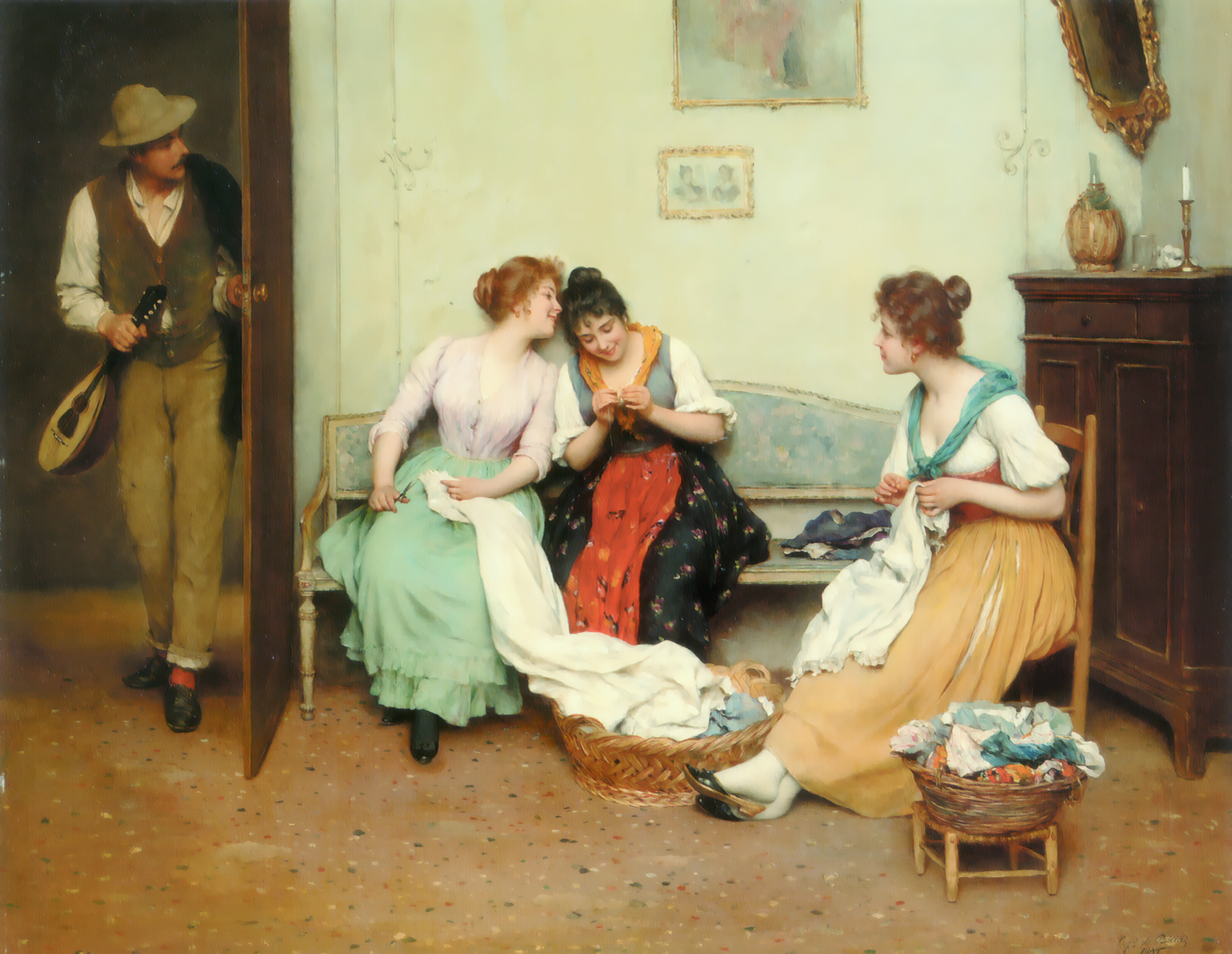
Pettegolezzi amichevoli, tela di Eugenio de Blaas

Lo scambio d'informazioni e giudizi informali all'interno di un gruppo sociale sui comportamenti dei membri del gruppo stesso viene spesso considerato una forma di controllo sociale, specie da studiosi appartenenti al funzionalismo.
Il pettegolezzo è diffuso in molte culture e comunità, anche le più isolate (beduini, nativi americani...), e costituisce una delle principali forme con cui si esercita la sanzione da parte dell'opinione pubblica. Viene utilizzata anche per rimarcare i confini del gruppo, dato che comporta una conoscenza esclusiva e approfondita della comunità stessa. Altri studiosi hanno tuttavia rimarcato il rischio di conflitto a cui possa portare un uso indiscriminato del pettegolezzo.

## Ilgossip
Col termine gossip (che l'italiano ha preso in prestito dall'inglese, dove significa semplicemente "pettegolezzo" nell'accezione comune) si intendono le notizie sulla vita privata riguardanti personalità note o VIP, pubblicate con o senza il consenso del soggetto in causa. In particolare, il gossip s'interessa delle persone (di solito altrettanto famose) con cui i VIP hanno instaurato relazioni amorose.
Il gossip può essere inteso come la parte scandalistica della cosiddetta cronaca rosa, che a sua volta è una derivazione della letteratura rosa.